# Ourém (Pará)
Ourém is een gemeente in de Braziliaanse deelstaat Pará. De gemeente telt 15.841 inwoners (schatting 2009).